# هیروهیمه
هیروهیمه انگلیسی: Hirohime؛ – مرگ در ۵۷۵ میلادی)  همسر امپراتور بیداتسو بود.